# Malý pitaval z velkého města
Malý pitaval z velkého města je československý detektivní televizní seriál z let 1982 a 1986.

## Popis
Seriál ukazuje práci kriminalistů oddělení kriminální služby Sboru národní bezpečnosti při vyšetřování trestných činů – krádeží, vydírání i vražd, z nichž některé jsou inspirovány skutečnými událostmi. Odborným poradcem seriálu byl mjr. Miloslav Šimek a mjr. Jaroslav Buchar. Pitaval je označení pro zajímavé případy ze skutečné policejní a soudní praxe. Jméno jim dal francouzský advokát François Gayot de Pitaval (1673–1743).

## Obsazení
| Ladislav Frej       | náčelník npor. Břetislav Kubát            |
| Vlastimil Hašek     | kriminalista npor. Rudolf Pekař           |
| Jiří Krampol        | kriminalista por. Libor Krejcárek         |
| Pavel Zedníček      | kriminalista ppor. Kamil Hamřík           |
| Michal Pešek        | kriminalista ppor. Jiří Otradovec         |
| Svatopluk Skopal    | vyšetřovatel npor. Jaroslav Jarolím       |
| Jan Faltýnek        | technik Wintr                             |
| Jaroslava Brousková | sekretářka Zuzana                         |
| Josef Abrhám        | kpt. Divíšek z Městské správy VB          |
| Jan Vlasák          | operační důstojník npor. František Spáčil |

## Seznam dílů

### První řada (1983–1984)
Natočeno 1982
1. Aranžér: Vyloupená kasa obchodu s ovocem a zeleninou zprvu vypadá jako krytí rozkrádačky ze strany personálu. Jenomže pro tvrdohlavého poručíka Libora Krejcárka (Jiří Krampol) to je začátkem série zcela nového typu vloupaček, jejíhož pachatele (Lubomír Lipský) se podaří odhalit až díky lsti. Premiéra 26. listopadu 1983[3]
2. Milenec: Při vyšetřování banální krádeže výplaty rozkrývá frajerský podporučík Kamil Hamřík (Pavel Zedníček) šmelinu s dekrety, družstevními podíly i účetnictvím bytového družstva Na Andělce, za kterou stojí prohnaný doktor Rychtr (Luděk Munzar) a jeho naivní milenka (Jana Štěpánková). Premiéra 3. prosince 1983[4]
3. Benjamínci: Nováček sboru, podporučík Jiří Otradovec (Michal Pešek), dostává k vyšetření dvou promyšlených vloupání, vypadající původně jako poctivá kasařská práce. Čirou náhodou objeví možné pachatele na diskotéce, a pak už se nalezne i spojitost s přepadením jednoho podniku a vyloupením obchodu se zbraněmi. Premiéra 10. prosince 1983[5]
4. Včelař: Flegmatický nadporučík Rudolf Pekař (Vlastimil Hašek) chodí zásadně neozbrojen, a to se mu málem stane osudným při vyšetřování série vloupání do obchodů, když ho přistižený zloděj omráčí hozeným kladivem. Po rozkrytí řetězce překupníků mu už přeje štěstí a při zátahu se mu podaří iniciátora vloupaček zatknout osobně. Premiéra 17. prosince 1983[6]
5. Cyklista: Poručík Krejcárek má noční službu právě ve chvíli, kdy u viaduktu v Libušině ulici někdo srazil cyklistu a ujel. Během pár hodin se mu podaří nejen zjistit typ pachatelova vozu, ale i zkontrolovat několik desítek podezřelých vozidel. Uzavřít vyšetřování se mu podaří ale až po několika týdnech, kdy podezřelá bílá škodovka je mezi posledními prošetřovanými vozy z úřední evidence. Premiéra 25. prosince 1983[7]
6. Jupiter: Do skupiny pracovníků Filmového studia Barrandov se při prohlídce zámeckých interiérů vloudí sebevědomý kunsthistorik Hruška (Jiří Bartoška) a odcizí zlacenou sošku. Pachatele tedy známe skoro od počátku a většinu dílu pozorujeme, jak se k němu kriminalisté dostávají – včetně chyb, jichž se dopustí podporučík Otradovec s technikem Wintrem. Premiéra 30. prosince 1983[8]
7. Vedoucí partiové prodejny: Spolehlivý a akurátní vedoucí partiové prodejny Otto Sedláček (v reálném případu Otakar Süsmilch)[9] zmizel i s autem. Podporučík Hamřík pečlivě prošetřuje možné motivy a scénáře, ale všechny jsou slepé a tak je nucen případ odložit – aspoň do doby, než se po několika měsících náhodně objeví Sedláčkova mrtvola a vyvrátí jedno falešné svědectví. Premiéra 7. ledna 1984[10]
8. Muž s punčochou: Další díl, kdy diváci vědí hned od počátku, že loupeže v obchodech a na čerpacích stanicích má na svědomí maskovaný muž Rostislav Vraný (Ondřej Pavelka) a sledují, jakým způsobem po něm pátrá podporučík Hamřík. Premiéra 14. ledna 1984[11]
9. Kuchařinka: Pro starou paní Kosařovou (Jiřina Štěpničková, ve skutečnosti Marie Jandová)[12] se stalo osudným přestěhování se na sídliště: poté, co zaměnila směry autobusové linky č. 127, nedojede v pořádku do Hloubětína, ale je nalezena zavražděná v Michli. Pro nadporučíka Pekaře má cenu zejména detailní svědectví spolucestující paní Laurové (Iva Janžurová) a nakonec na případu pracuje celé oddělení, jenomže vše se vyvine úplně jinak a skutečný vrah je odhalen v poslední půlminutě dílu. Premiéra 21. ledna 1984[13]

### Druhá řada (1987)
Natočeno 1986
1. Majitel autoservisu: Prostitutka Jiřinka (Dagmar Veškrnová) láká zájemce k sexu na hausbót a je domluvena s kumpány, že tam v pravou chvíli vrazí kvůli vydírání zákazníků. Kriminalistům je divné, proč se jeden z nich – soukromý autoopravář Peca (Jan Teplý) – nepřihlásil ani jako svědek, ani jako oběť přepadení. Podporučík Otradovec s podporučíkem Hamříkem pomocí „vyšetřovatelského úskoku“ odhalí jeho motivaci. Premiéra 2. května 1987[14]
2. Autorka detektivních povídek: Na společné lodžii 16. patra panelového domu je nalezeno tělo ing. Moravce z 5. patra – a shodou okolností v tomto 16. patře bydlí i jeho manželka spisovatelka Šípová (Regina Rázlová), která se logicky jeví jako jedna z podezřelých. Nadporučík Pekař spolu s vyšetřovatelem Jarolímem musejí využít její afektivní hysterie, aby ve spleti jejích výmyslů nalezli pravdu. Premiéra 23. května 1987[15]
3. Exoti: Do kulturního domu, kde probíhá výstava exotického ptactva, se v noci vloupá překupnický chovatel Chalupa (Karel Augusta) a odveze si 22 ptáků včetně řady chovných párů v celkové ceně 86 tisíc Kčs. Případ dostane na starosti poručík Krejcárek, který z ptáků rozezná leda tak pečené kuře a je tedy terčem posměchu ze strany kolegů i okradených, ale za pomoci soudního znalce-učitele v.v. Macháněho (Josef Kemr) se mu podaří do oboru proniknout. Premiéra 4. července 1987[16]
4. Kasař: Při nočním vloupání do samoobsluhy se občanům podaří zajistit pachatele, starého kasaře Kořána (Rudolf Hrušínský). Poručíku Krejcárkovi je jasné, že poctivý zloděj kryje nějakého parťáka, pátrá u dcery, objeví i jeho milenku Melicharovou (Věra Galatíková), ale na stopu se dostane až poté, co láskou zhrzený Kořán skočí pod tramvaj. Premiéra 18. července 1987[17]
5. Narkomani: Byla vykradena veterinární stanice a byly odcizeny desítky dávek omamných látek i jedů, včetně prošlého morfinu. Nadporučíku Pekařovi s podporučíkem Hamříkem se podaří zajistit několik známých vařičů a dealerů drog, smyčku je ale třeba utáhnout okolo chemika Postlera (Viktor Preiss), jehož známý se rozhodl vydírat Bezpečnost hrozbou otravy pitné vody pomocí uloupeného cyankáli. Premiéra 1. srpna 1987[18]
6. Valutová příhoda: Číšníka Petra (Lukáš Vaculík) při nelegální směně valut okrade parta německých Turků a později ho i srazí autem, když se je snaží zastavit. Podporučíka Otradovce přivede na stopu luxusní prostitutka Rédlová (Věra Vlčková), ale je nutné hlavně najít důkazy. Premiéra 15. srpna 1987[19]